# Février 1848

## Événements

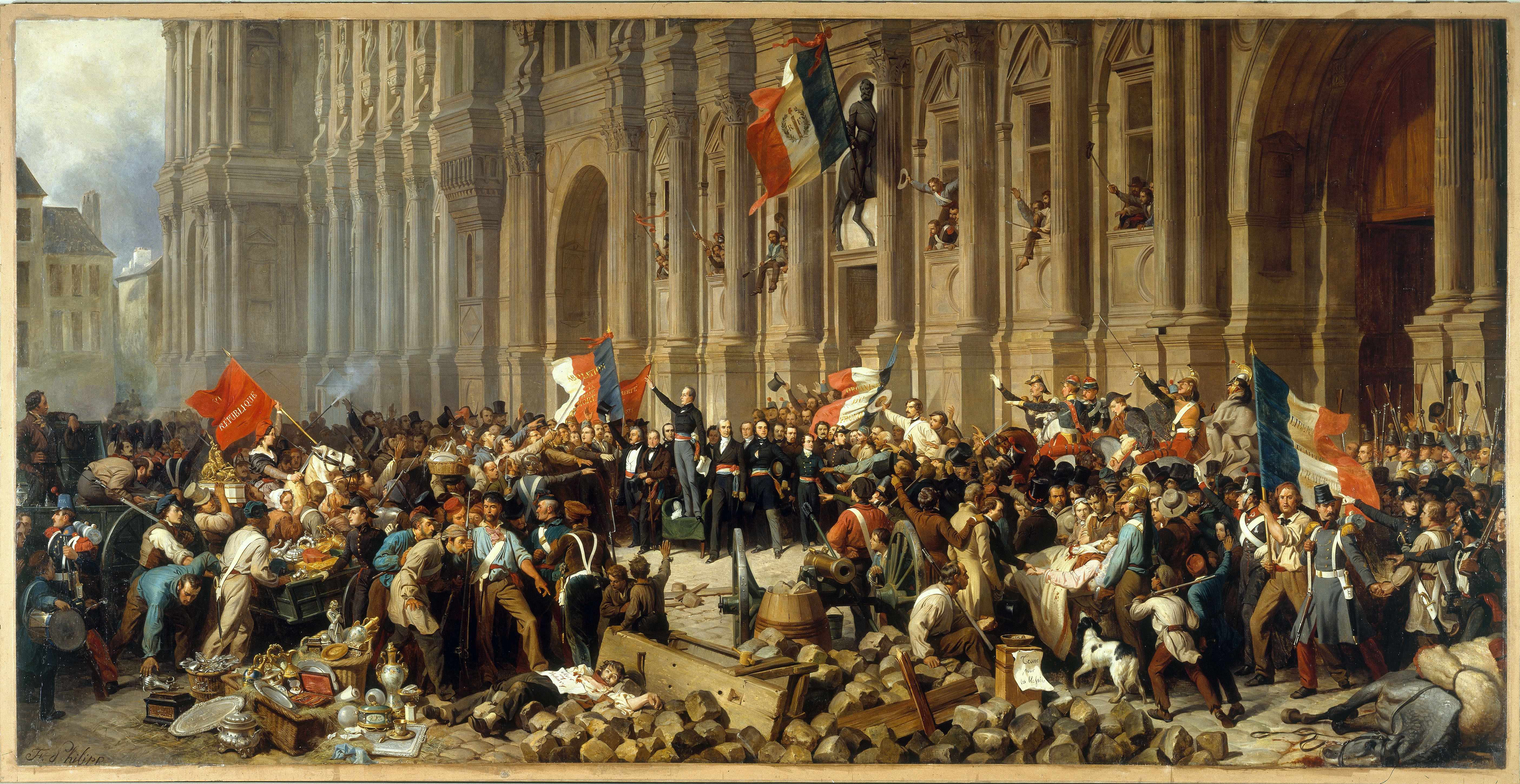
25 février : Lamartine devant l’Hôtel de ville de Paris refuse le drapeau rouge
Henri Felix Emmanuel Philippoteaux.

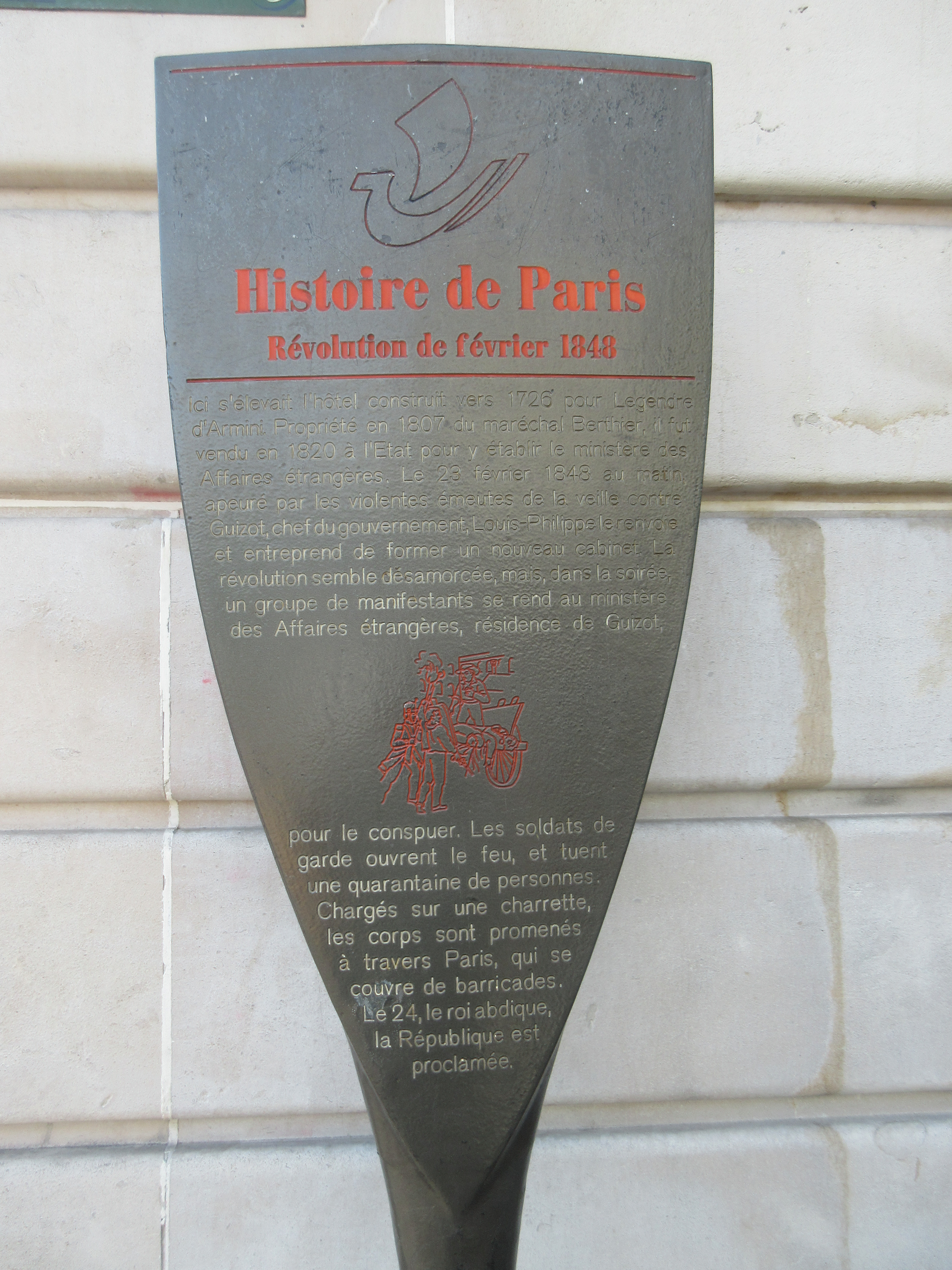
Panneau Histoire de Paris
« Révolution de février 1848 »

- Herzen assiste à la révolution à Paris.

- 2 février : traité de Guadalupe Hidalgo établissant la frontière entre les États-Unis et le Mexique au Río Grande. Les États-Unis obtiennent la souveraineté sur le Nouveau-Mexique, l’Arizona, la Haute-Californie et les futurs États de l’Utah, du Nevada et du Colorado. En échange, les États-Unis versent au Mexique 15 millions de dollars et acceptent de prendre à leur charge toutes les réclamations des citoyens américains à l’égard du Mexique.

- 3 février, France : pétitions pour la reprise du cours de Jules Michelet.

- 8 et 11 février : Charles-Albert de Sardaigne et Léopold II de Toscane promettent à leur tour une Constitution qui sont promulguées en mars.

- 9 février : à Munich : manifestations contre Lola Montez.

- 13 février, France : vote de l'adresse qui réaffirme la politique conservatrice de Guizot.

- 14 février, France : Girardin renonce à son mandat de député.

- 15 février, France : Honoré de Balzac revient de Wierzchownia, il est bouleversé par les événements qui éclatent le 23.

- 16 février, France : ultime concert de Frédéric Chopin à Paris. Malgré son état de santé faible, c'est un immense succès.

- 19 février, France : Victor Hugo veut interpeller, à la Chambre des pairs, sur la situation politique, mais il y renonce.

- 21 février :
  - Karl Marx et Friedrich Engels publient Le Manifeste du Parti communiste.
  - France : les organisateurs du banquet interdit le 14 janvier l'avaient prévu pour le 22. Ils souhaitaient l'appuyer par une manifestation préalable. Devant la double interdiction gouvernementale, ils s'inclinent.

- 22 février - 24 février : révolution à Paris. Ces trois journées révolutionnaires renversent la monarchie de Juillet, Louis-Philippe abdique.
  - La révolution parisienne du 22 février appelle les mouvements libéraux à l’action en Autriche et en Hongrie.

- 22 février, France : les manifestants (étudiants du Quartier latin et ouvriers des faubourgs) se rassemblent, à l’appel des sociétés secrètes et avancent vers la place de la Concorde. La troupe les repousse, mais l’ébullition demeure. Guizot veut faire appel à la garde nationale pour disperser les manifestants. En fin d'après-midi, des incidents dans le quartier de la Madeleine font un premier mort. La garde pactise avec les manifestants et exige à la fois la réforme et la démission de Guizot, que Louis-Philippe accepte dans l’après-midi du 23.

- 23 février, France :
  - les affrontements se multiplient entre la foule et les gardes nationaux. La plupart des bataillons fraternisent avec la foule et dans l'après-midi reprennent à leur compte l'appel à la « réforme ». Tocqueville est témoin de la démission de Guizot à la Chambre des députés. Dans la soirée, une fusillade fait 52 victimes boulevard des Capucines; les corps sont promenés à travers les rues de Paris; les quartiers de l'Est et du centre se couvrent de barricades;
  - Louis Molé devient Premier ministre. Dans la soirée, pour fêter cette victoire, les Parisiens sortent les lampions et vont manifester leur joie sous les fenêtres du ministère des Affaires étrangères qu’occupe Guizot. La troupe tire, faisant plusieurs morts qui sont immédiatement mis sur des charrettes et montrés dans tout Paris. La promenade des cadavres déclenche la révolution.

- 24 février, France :
  - à l'aube, Paris est couverte de barricades ;
  - au matin, Molé démissionne. Adolphe Thiers, puis Odilon Barrot, partisans de la réforme, refusent de lui succéder. Vers midi, le palais des Tuileries est attaqué par les insurgés. Louis-Philippe Ier abdique en faveur de son petit-fils de neuf ans, le comte de Paris. Lorsque la duchesse d’Orléans arrive au palais Bourbon pour demander la régence, elle y trouve des insurgés victorieux et des députés qui ont accepté, sous la pression, de former un gouvernement républicain provisoire. La famille royale s'enfuit;
  - dans la soirée, à l'Hôtel de Ville dont les insurgés se sont emparés, formation du gouvernement provisoire (Dupont de l'Eure, Lamartine, Crémieux, Ledru-Rollin, Louis Blanc, "Albert", Marie, Arago, Marrast, Flocon, Garnier-Pagès, Pyat). Une déclaration précise que ce gouvernement « veut la République ». Louis-Philippe quitte Paris. Naissance de la deuxième République française (fin en 1852);
  - émeute à Rouen : le pont de chemin de fer dit « pont aux Anglais » est incendié par les émeutiers.

- 25 février, France :
  - la République est proclamée place de l'Hôtel-de-Ville par Lamartine et Ledru-Rollin. Le gouvernement provisoire crée une garde mobile de 24 000 hommes, recrutés parmi les jeunes chômeurs parisiens; sous l'influence des idées de Louis Blanc, il s'engage par décret à « garantir l'existence de l'ouvrier par le travail »;
  - proclamation du droit au travail;
  - le drapeau tricolore est conservé grâce à un discours de Lamartine qui retourne l’opinion de la foule, rassemblée à l’Hôtel de Ville en faveur du drapeau rouge;
  - Auguste Blanqui revient de Blois à Paris.

- 26 février, France : création des « Ateliers nationaux » destinés à résorber le chômage (40 000 ouvriers à la mi-avril). Dans les jours qui suivent, la peine de mort en matière politique est abolie, les délits de presse amnistiés, les titres de noblesse abolis, les biens de la famille royale confisqués. La Commission du Luxembourg, composée de délégués ouvriers, se met en place sous l'autorité de Louis Blanc.

- 27 février :
  - L’Allemagne du Sud est gagnée par la vague révolutionnaire : à Mannheim se constitue une assemblée de démocrates.
  - France :
    - parmi les nombreux journaux créés : Le Salut public de Champfleury, Baudelaire et Toubin (il aura deux numéros);
    - Victor Hugo félicite Lamartine pour l'abolition de la peine de mort.
    - Institution des ateliers nationaux.

- 28 février : création d'une « Commission du gouvernement pour les travailleurs », présidée par Louis Blanc. Louis Bonaparte quitte Londres et arrive à Paris.

## Naissances
- 4 février : François Delamaire, archevêque de Cambrai († 21 juillet 1913).
- 5 février : Joris-Karl Huysmans (né Charles-Marie-Georges Huysmans), écrivain français (+ 12 mai 1907).
- 14 février : Benjamin Baillaud (mort en 1934), astronome français.
- 16 février :
  - Hugo de Vries (mort en 1935), botaniste néerlandais.
  - Octave Mirbeau, écrivain français († 16 février 1917).
- 25 février : Guillaume II de Wurtemberg.

## Décès
- 11 février : Thomas Cole, peintre britannique/américain (° 1801).
- 18 février : Joseph Gerhard Zuccarini, botaniste allemand (° 1797).
- 23 février : John Quincy Adams, ancien président des États-Unis (° 1767).